# ゆずりは農道
ゆずりは農道（ゆずりはのうどう）は広島県広島市安佐北区と安芸高田市を結ぶ農免農道。

## 概要
- 距離 : 2.3km
- 起点 : 広島市安佐北区白木町志路（広島県道68号大林井原線交点）
- 終点 : 安芸高田市八千代町上根・上根交差点（国道54号・国道183号交点）
- 車線数 : 2車線

## 地理
- ゆずりはトンネル（広島市安佐北区・安芸高田市境）

## 交差している道路
- 広島県道68号大林井原線（広島市安佐北区白木町志路〔起点〕）
- 国道54号・国道183号（安芸高田市八千代町上根・上根交差点〔終点〕）

## 備考
- 広島県道68号大林井原線は全般的に狭い道が続き、特に広島市安佐北区大林町・上大林交差点 - 広島市安佐北区白木町志路間は山道であるため、本路線に迂回する車が多い。
- 農道ではあるが、路線バス（備北交通）の運行ルートになっている。